# Xã Addison, Quận Somerset, Pennsylvania
Xã Addison (tiếng Anh: Addison Township) là một xã thuộc quận Somerset, tiểu bang Pennsylvania, Hoa Kỳ. Năm 2010, dân số của xã này là 974 người.